# Modelarstwo odlewnicze

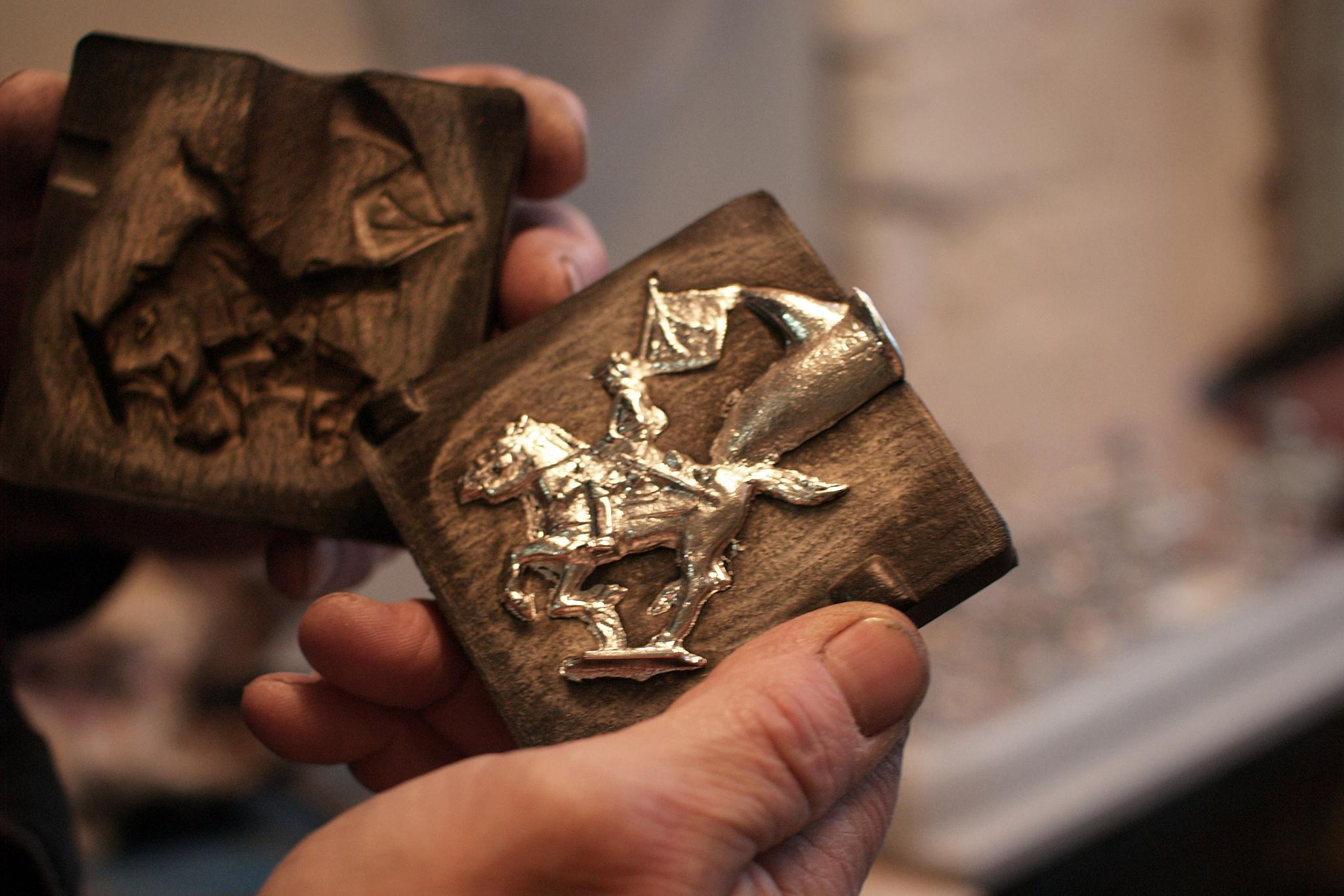
Modelarstwo odlewnicze

Modelarstwo odlewnicze – dział odlewnictwa zajmujący się tworzeniem modeli elementów odlewanych. Modele odlewnicze wykonuje się najczęściej z drewna lub metalu, rzadziej z tworzyw sztucznych oraz gipsu. Na bazie modeli odlewniczych tworzy się formy oraz rdzenie wykorzystywane przy produkcji odlewniczej.